# Бад Оајнхаузен
Бад Оајнхаузен (њем. Bad Oeynhausen) град је у њемачкој савезној држави Северна Рајна-Вестфалија. Једно је од 11 општинских средишта округа Минден-Либеке. Према процјени из 2010. у граду је живјело 48.867 становника. Посједује регионалну шифру (AGS) 5770004, NUTS (DEA46) и LOCODE (DE BOY) код.

## Географски и демографски подаци
Бад Оајнхаузен се налази у савезној држави Северна Рајна-Вестфалија у округу Минден-Либеке. Град се налази на надморској висини од 55 метара. Површина општине износи 64,8 km². У самом граду је, према процјени из 2010. године, живјело 48.867 становника. Просјечна густина становништва износи 754 становника/km².

## Међународна сарадња
| Мјесто     | Држава               | Врста сарадње | Од    |
| ---------- | -------------------- | ------------- | ----- |
| Иновроцлав | Пољска               | партнерство   | 1989. |
| Вир Вали   | Уједињено Краљевство | партнерство   | 1977. |
| Фим        | Француска            | партнерство   | 1968. |
| Извор      |                      |               |       |